# Александрова, Антонина Петровна
Антони́на Петро́вна Александро́ва (14 марта 1939, Замошье, Зубцовский район, Калининская область) — советский тележурналист, редактор, член Союза журналистов СССР. Корреспондент, старший редактор Марийского радио (1968—1980), собственный корреспондент Центрального ТВ и Всесоюзного радио по Марийской АССР / Марийской ССР / Республике Марий Эл (1980—1994). Заслуженный работник культуры РСФСР (1983). Заслуженный журналист Республики Марий Эл (1999). Лауреат Государственной премии Марийской АССР (1978). Член КПСС.

## Биография
Родилась 14 марта 1939 года в с. Замошье ныне Зубцовского района Калининской области. В 1965 году окончила Ленинградскую высшую партийную школу.
В 1968 году по направлению приехала в Йошкар-Олу, до 1980 года — корреспондент, старший редактор Марийского радио. В 1980—1994 годах — собкор Центрального ТВ и Всесоюзного радио по Марийской республике.
Является автором и соавтором книг «Мелодии счастья» (1971), «Говорит Йошкар-Ола» (совместно с Н. П. Егоровым) (1975),  «Веление времени» (1978).
В 1978 году за книгу «Веление времени» ей присуждена Государственная премия Марийской АССР.
В 1983 году за заслуги в области журналистики присвоено почётное звание «Заслуженный работник культуры РСФСР», в 1999 году — звание  «Заслуженный журналист Республики Марий Эл».
В настоящее время проживает в г. Йошкар-Оле.

## Звания и награды
- Заслуженный работник культуры РСФСР (1983)[1][2]
- Государственная премия Марийской АССР (1978)[1][2]
- Заслуженный журналист Республики Марий Эл (1999)[1][2]
- Юбилейная медаль «За доблестный труд. В ознаменование 100-летия со дня рождения Владимира Ильича Ленина»
- Медаль «Ветеран труда»